# Biatlon na Zimních olympijských hrách 1968
Biatlon na Zimních olympijských hrách 1968 v Grenoblu.

## Medailové pořadí zemí
| Pořadí | Země                | Zlato | Stříbro | Bronz | Celkově |
| ------ | ------------------- | ----- | ------- | ----- | ------- |
| 1.     | Sovětský svaz (URS) | 1     | 1       | 1     | 3       |
| 2.     | Norsko (NOR)        | 1     | 1       | 0     | 2       |
| 3.     | Švédsko (SWE)       | 0     | 0       | 1     | 1       |
|        | Celkem              | 2     | 2       | 2     | 6       |

## Medailisté

### Muži
| Disciplína         | Zlato                                                                                           | Výkon     | Stříbro                                                               | Výkon     | Bronz                                                                                  | Výkon     |
| ------------------ | ----------------------------------------------------------------------------------------------- | --------- | --------------------------------------------------------------------- | --------- | -------------------------------------------------------------------------------------- | --------- |
| vytrvalostní závod | Magnar Solberg · Norsko (NOR)                                                                   | 1:13:45,9 | Alexandr Tichonov · Sovětský svaz (URS)                               | 1:14:40,4 | Vladimir Gundarcev · Sovětský svaz (URS)                                               | 1:18:27,4 |
| štafeta            | Sovětský svaz (URS) · Alexandr Tichonov · Nikolaj Puzanov · Viktor Mamatov · Vladimir Gundarcev | 2:13:02,4 | Norsko (NOR) · Ola Wærhaug · Olav Jordet · Magnar Solberg · Jon Istad | 2:14:50,2 | Švédsko (SWE) · Lars-Göran Arwidson · Tore Eriksson · Olle Petrusson · Holmfrid Olsson | 2:17:26,3 |